# Leptomyrmex varians
Leptomyrmex varians är en myrart som beskrevs av Carlo Emery 1895. Leptomyrmex varians ingår i släktet Leptomyrmex och familjen myror.

## Underarter
Arten delas in i följande underarter:
- L. v. angusticeps
- L. v. quadricolor
- L. v. rothneyi
- L. v. ruficeps
- L. v. rufipes
- L. v. varians

## Bildgalleri

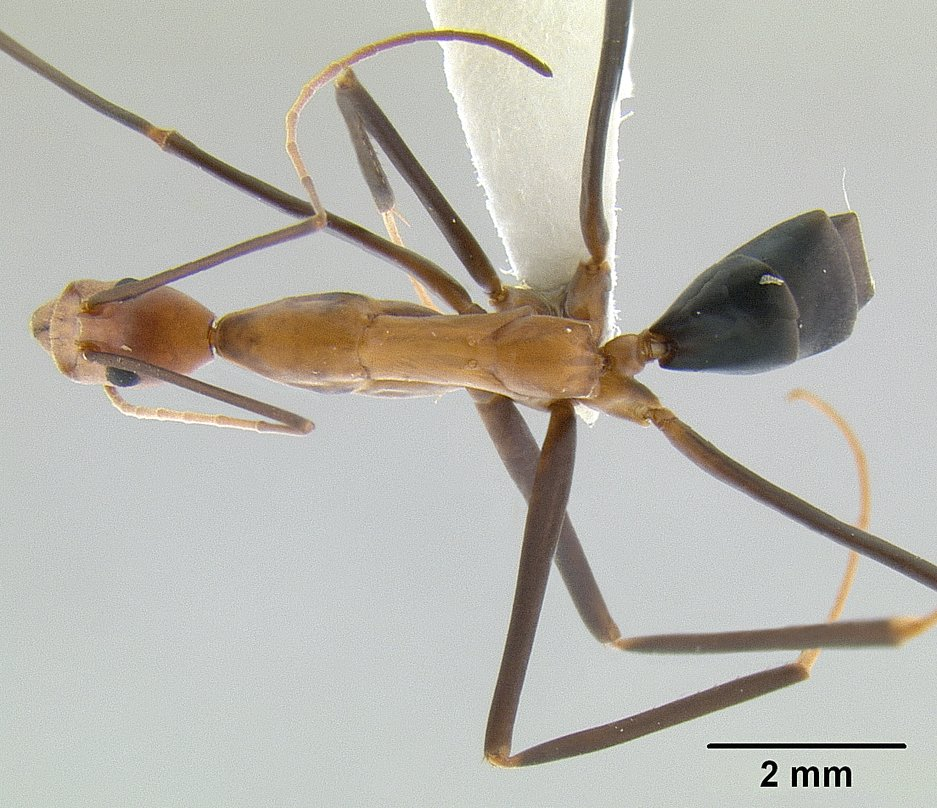
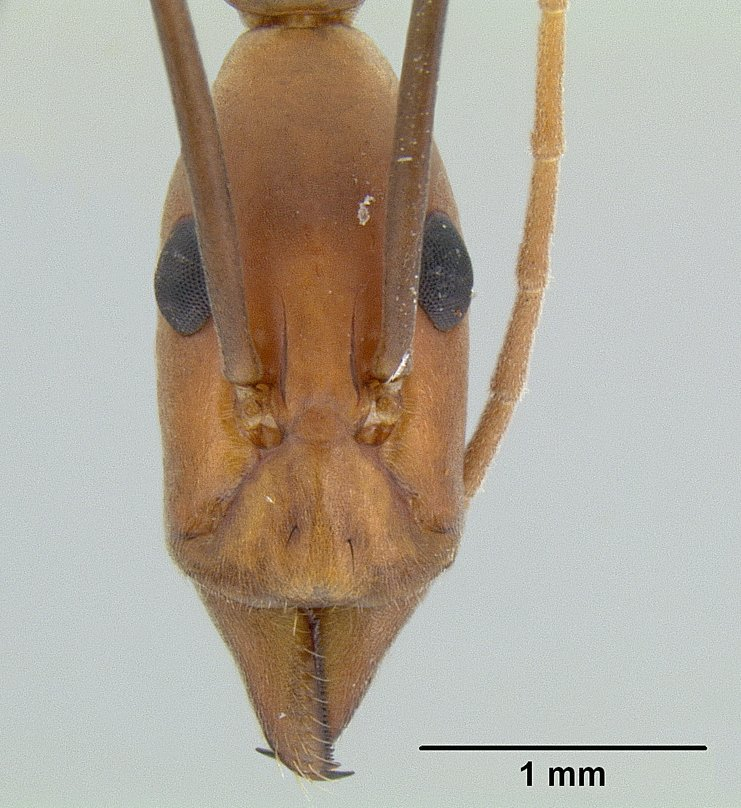
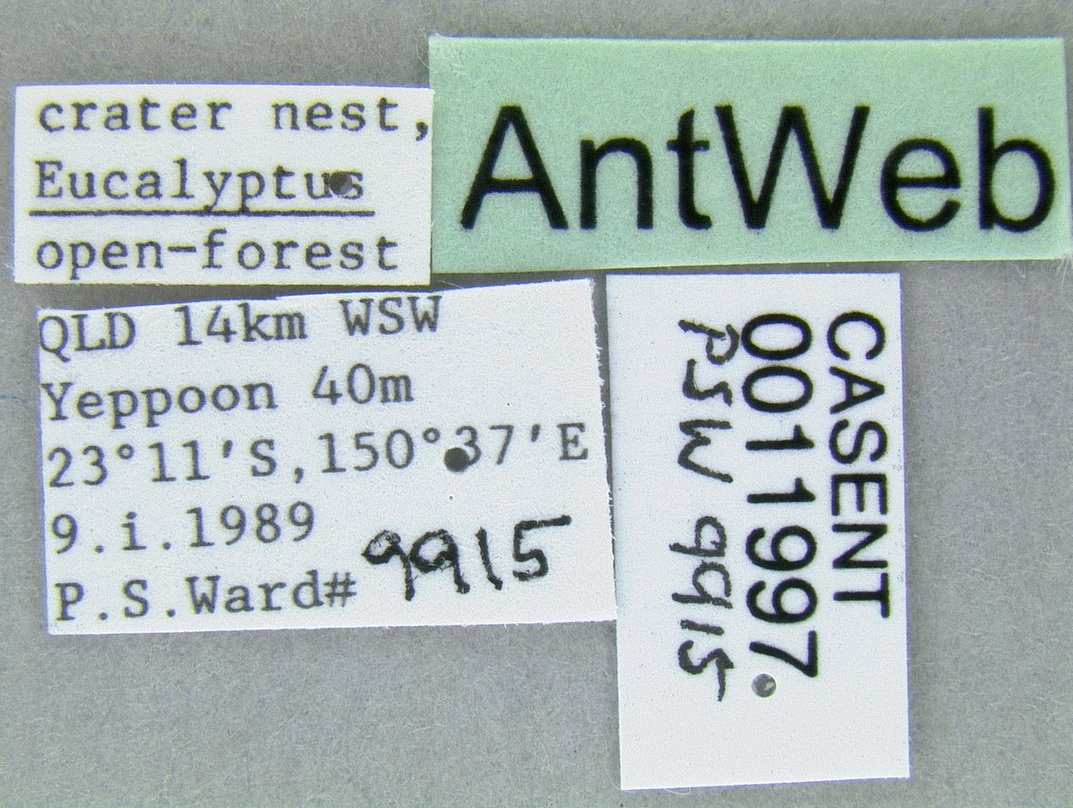
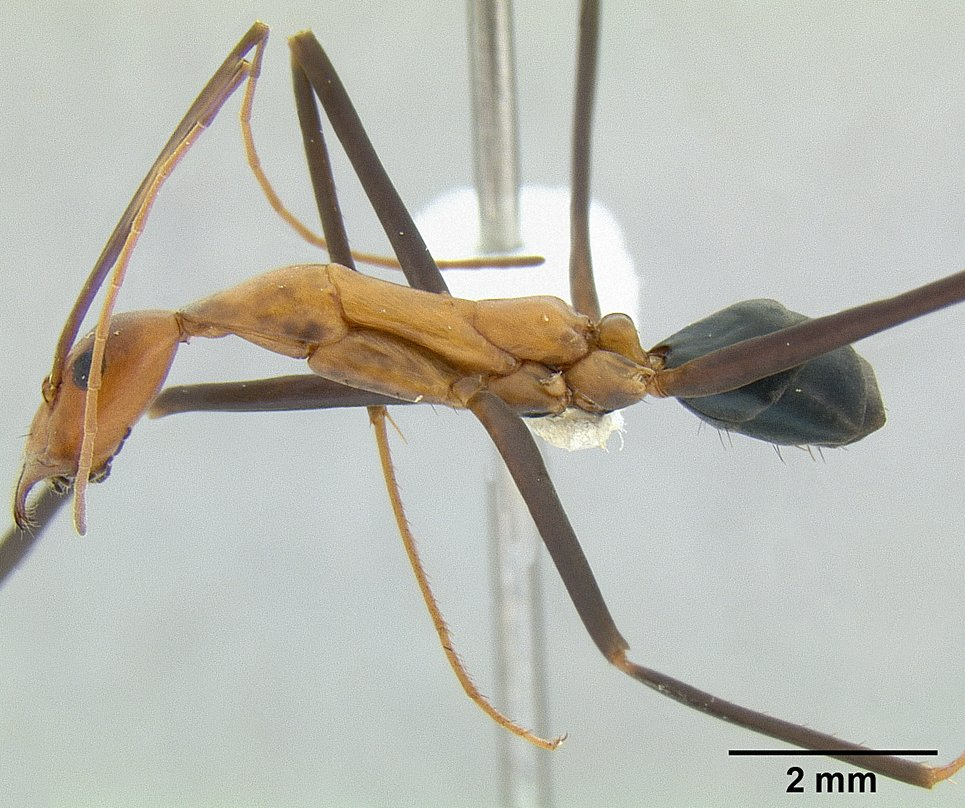